# Josip Slipyj
Josip kardinál Slipyj (17. února 1892, Zazdrisť, dnes Ternopilský rajón – 7. září 1984, Řím) byl ukrajinský řeckokatolický arcibiskup a kardinál.

## Život

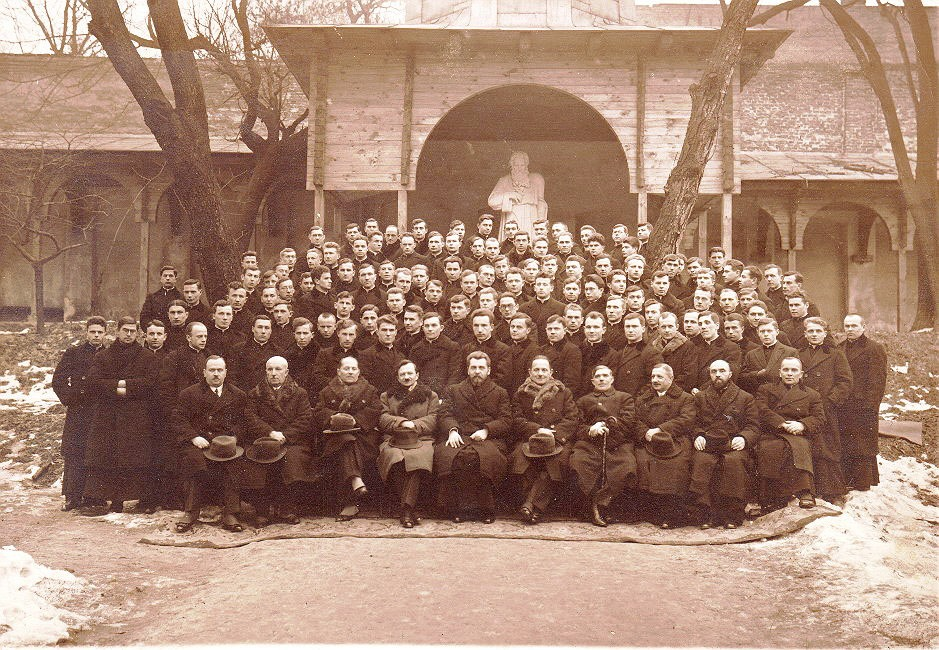
Rektor Lvovské teologické akademie, doktor Josip Slipyj

Josip Slipyj se narodil dne 17. února 1892 ve velké i bohaté rodině. Jeho otec byla Ivan Kobernytskyj-Slipyj a matka Anastasia Dyčkovska.
Po absolvování střední školy (maturita na gymnáziu) v Ternopilu (Tarnopolu) a studiu filozofie a filologie na univerzitě ve Lvově byl poslán studovat teologii do Innsbrucku. Kněžské svěcení přijal 30. září 1917. Poté si doplnil studia v Římě a do Lvova se vrátil v roce 1922. Byl zde mj. profesorem teologie a rektorem semináře. Dne 25. listopadu 1939 byl jmenován biskupem-koadjutorem ve Lvově. Biskupské svěcení mu udělil 22. prosince téhož roku arcibiskup Andrej Šeptyckyj. Po jeho smrti roku 1944 ho nahradil v úřadě arcibiskupa Lvova a metropolity Ukrajinské řeckokatolické církve. Na konci druhé světové války, 11. dubna 1945 byl zatčen NKVD a poslán na osmnáct let do sovětského gulagu, mj. byl internován v Ozerlagu.
Na základě intervence papeže Jana XXIII. byl v únoru 1963 propuštěn a následně byl nucen vystěhovat se do Říma, kde žil až do své smrti. Zúčastnil se tří zasedání Druhého vatikánského koncilu. V konsistoři v roce 1965 byl jmenován kardinálem. Papež Pavel VI. mu v roce 1963 udělil titul vrchního arcibiskupa a jmenoval ho členem Kongregace pro východní církve. V roce 1980 se podílel na práci synodu biskupů ukrajinské řeckokatolické církve, který svolal papež Jan Pavel II.
Po smrti byl nejprve pohřben v římské bazilice svaté Sofie. V roce 1992 byly jeho ostatky převezeny do Lvova a pohřbeny v katedrále svatého Jiří.